# 미슈텍어
미슈텍어(Mixtec)는 오토망게어족에 속한 언어군으로, 멕시코 중남부의 미슈텍인들이 모어로 사용한다. 미슈텍어파에 속하며 트리케어(Trique)나 쿠이카텍어(Cuicatec)와 밀접한 연관이 있다.
미슈텍어는 단일한 언어라기보다는 다양성이 매우 높은 하위 변종들로 이루어져 있는 방언 연속체이다. 이 하위 방언들을 어떻게 분류하는지에 따라 적게는 12개에서 많게는 53개의 미슈텍어가 존재한다고 볼 수 있다. 화자 수는 다 합쳐 50만 명이 넘는다.
"미슈텍"이라는 이름은 나와틀어로 된 타칭 mixtecatl에서 유래한 것으로, 미슈텍인은 때때로 자신들의 언어를 "비의 말"이나 "비의 사람들의 말"을 의미하는 dzaha dzavui 또는 dzaha Ñudzahui라고 부른다. 그러나 자기 명칭 역시 방언마다 차이가 있다.

## 같이 보기
- 미슈텍인
- 오토망게어족